# Wassili Wassiljewitsch Netschajew
Wassili Wassiljewitsch Netschajew (russisch Нечаев Василий Васильевич, * 16. Septemberjul. / 28. September 1895greg. in Moskau; † 5. Juni 1956 ebenda) war ein sowjetrussischer Pianist, Komponist und Musikpädagoge.

## Leben und Werk
Wassili Netschajew schloss 1917 zunächst ein Klavierstudium bei Alexander Borissowitsch Goldenweiser am Moskauer Konservatorium ab.
1920 beendete er ein Kompositionsstudium bei Sergei Nikiforowitsch Wassilenko ebenfalls am Moskauer Konservatorium.
Wassili Netschajew wirkte seit 1925 als Lehrer am Moskauer Konservatorium. 1933 wurde er zum Professor ernannt. Von 1937 bis 1943 leitete er die Kammermusikabteilung des Konservatoriums.
Er schrieb die Opern Die sieben Prinzessinnen (nach Maurice Maeterlinck) und Iwan Bolotnikow, Bühnenmusiken, Kammermusik, Klavierstücke und Lieder.
Wassili Netschajew wurde 1945 mit dem Orden des Roten Banners der Arbeit ausgezeichnet. 1946 wurde er zum „Verdienten Künstler der RSFSR“ ernannt.